# Walklea rossmaessleri
Walklea rossmaessleri е вид охлюв от семейство Orculidae. Видът не е застрашен от изчезване.

## Разпространение и местообитание
Разпространен е в Италия и Словения.
Обитава скалисти райони и каньони.

## Описание
Популацията на вида е стабилна.